# Cam Thomas

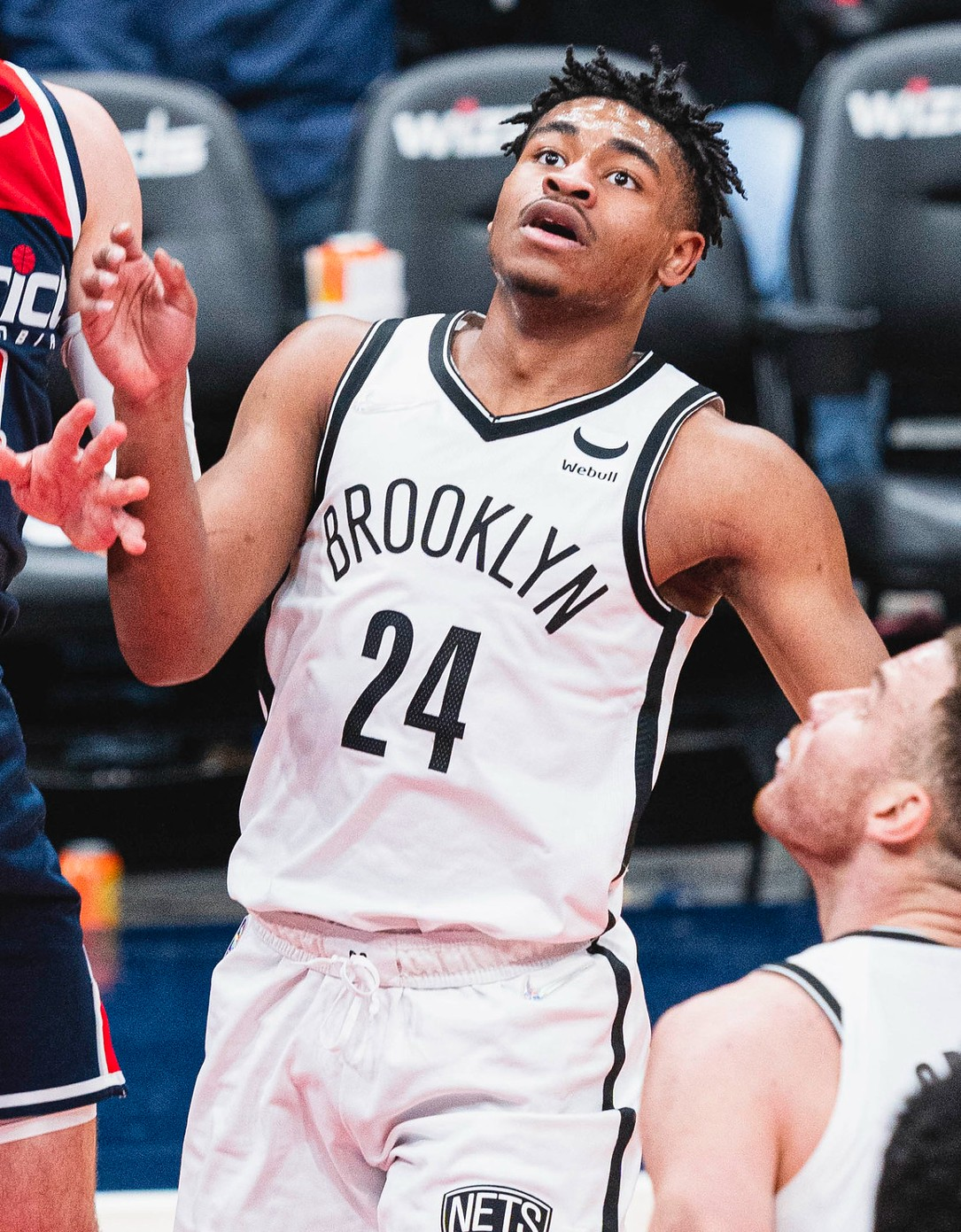
Cam Thomas, 2022.

Cameron Bouchea "Cam" Thomas, född 13 oktober 2001 i Yokosuka i Japan, är en amerikansk professionell basketspelare (SG) som spelar för Brooklyn Nets i National Basketball Association (NBA).
Han draftades av Brooklyn Nets i första rundan i 2021 års draft som 27:e spelare totalt.
Innan Thomas blev proffs studerade han på Louisiana State University och spelade för deras idrottsförening LSU Tigers.